# NCH Software
NCH Software ist ein australisches Softwareunternehmen, das 1993 in Canberra, Australien, gegründet wurde. Das Büro in Colorado wurde im April 2008 aufgrund des großen Kundenstamms in den USA eröffnet. Das Unternehmen verkauft hauptsächlich über seine Website an Privatpersonen.

## Softwareprodukte
NCH Software bietet Softwareprogramme für Audio, Video, Business, Diktat und Transkription, Grafik, Telefonie und andere Dienstprogramme. Am 26. September 2014 zeigte cnet.com, dass das am häufigsten heruntergeladene Programm von NCH Software WavePad Sound Editor Masters Edition war.
- VideoPad, eine Videobearbeitungsanwendung für den privaten und professionellen Markt.[3][4][5]
- WavePad, ein Audiobearbeitungsprogramm
- MixPad, ein Tonmischprogramm
- PhotoPad, ein Foto- und Bildeditor
- PhotoStage, ein Diashow-Programm
- Prism, ein Videoformatkonverter
- Express Burn, Disc Brennsoftware
- Switch, ein Audioformatkonverter
- Express Scribe, eine Transkriptionssoftware
- Debut, eine Bildschirmaufzeichnungs- und Videoaufnahmesoftware

## Kontroverse
Im Jahr 2013 stuften einige Computersicherheitsunternehmen NCH-Software als Bloatware ein, weil sie die Google Toolbar bündelte. Im Juli 2015 gab NCH Software bekannt, dass es die Google Toolbar nicht mehr bündelt. Am 30. November 2015 wurde NCH Software von allen wichtigen Antivirus-Produkten als sauber gekennzeichnet.